# Velló (pell)
El velló de les ovelles és el cuir de l'ovella o moltó adobat de manera que en conservi la llana per a oferir així protecció al seu usuari contra la humitat i el fred.
En la mitologia grega, apareix com el velló d'or del moltó alat Crisòmal en la història de Jasó i els argonautes, mentre que a la Bíblia, està associat amb Gedeó.